# Lidia Zamenhof
Lidia Zamenhof (Varsovia, Imperio ruso, 29 de enero de 1904-Campo de concentración de Treblinka, Alemania nazi, 1942) fue una escritora, publicista, traductora y lingüista polaca. Fue la hija menor del oftalmólogo judío Ludwik Lejzer Zamenhof, creador del esperanto, y de Klara Silbernik.
Fue una activa promotora del esperanto como herramienta de comunicación mundial, así como una destacada feminista, defensora del homaranismo y miembro de la fe bahá'í.
Como traductora, es conocida por su traducción al esperanto de Quo Vadis?, de Henryk Sienkiewicz. En 1937 viajó a los Estados Unidos para dar varias conferencias relacionadas con el esperanto y el bahaísmo. En diciembre de 1938 regresó a Polonia, donde continuó enseñando y traduciendo muchos escritos bahá'ís al esperanto. No obstante, la Campaña de Polonia por Alemania hizo que, al igual que millares de judíos, fuera encerrada en el gueto de Varsovia. Finalmente, en el otoño de 1942 fue supuestamente asesinada en el campo de concentración de Treblinka. Sin embargo, los motivos exactos de su muerte aún son un debate entre los historiadores y aún son desconocidos.

## Traducciones
- Bahá'u'lláh y la Nueva Era, de John Esslemont.
- Charlas en París, de `Abdu'l-Bahá.
- El Libro de la Certeza, de Bahá'u'lláh.
- Iridiono, de Zygmunt Krasiński.
- Historias Cortas, de Bolesław Prus.
- Quo Vadis? de Henryk Sienkiewicz.

## Obras
- Homo, Dio, Profeto (Lidia Zamenhof, 1931)[3]